# Škandal z otroškimi dodatki na Nizozemskem
Škandal z otroškimi dodatki na Nizozemskem (znan tudi kot škandal z dodatki/prejemki za otroke; nizozemsko toeslagenaffaire ) je spor glede lažnih terjatev do 26.000 staršev s strani davčnih organov zaradi domnevnih prevar na področju socialnega varstva med letoma 2012 in 2020. Na podlagi neutemeljenih obtožb o davčnih goljufijah so pristojni državni organi staršem odvzeli pripadajoče otroške dodatke. Osebe z dvojnim državljanstvom so bile še posebej sumljive, kar je privedlo do obtožb sistematičnega rasizma. Več glavnih uradnikov je odstopilo, vrhunec pa je bil množični odstop tretjega kabineta premierja Marka Rutteja, ki je bil na oblasti v času afere.